# Гретта Бовен
Маргретта Бовен, найбільш відома як Гретта Бовен (англ. Gretta Bowen; 27 березня 1880 — 8 квітня 1981) — ірландська художниця-самоучка. Вона почала малювати лише пізно в житті, після того, як її сини Артур і Джордж Кемпбелл вже стали художниками.

## Раннє життя
Народилась в Дубліні, Маргетта Бовен прожила більшу частину свого життя в Белфасті. Вона була одружена з Метью Кемпбеллом, ветераном бурської війни. У них було троє хлопчиків Артур, Джордж і Стенлі, які продовжували малювати. Після смерті чоловіка в 1925 році вона бігала в пральню і брала квартирників, щоб звести кінці з кінцями.

## Кар'єра
Бовен прийшла до мистецтва пізно в житті. За кілька тижнів до свого сімдесятиріччя вона знайшла фарби, які залишив її син Артур, і почала експериментувати. Лише через п'ять років її перша виставка була проведена в галереї Ради заохочення музики та мистецтв. У неї також були б виставки в Дубліні та Белфасті. У 1979 році, у віці 99 років, її твори здобули міжнародну популярність. Вона виставлялася на міжнародній виставці Naives в Лондоні.

## Смерть
Гретта Бовен померла у Белфасті 8 квітня 1981 року.